# 대 (전국 시대)

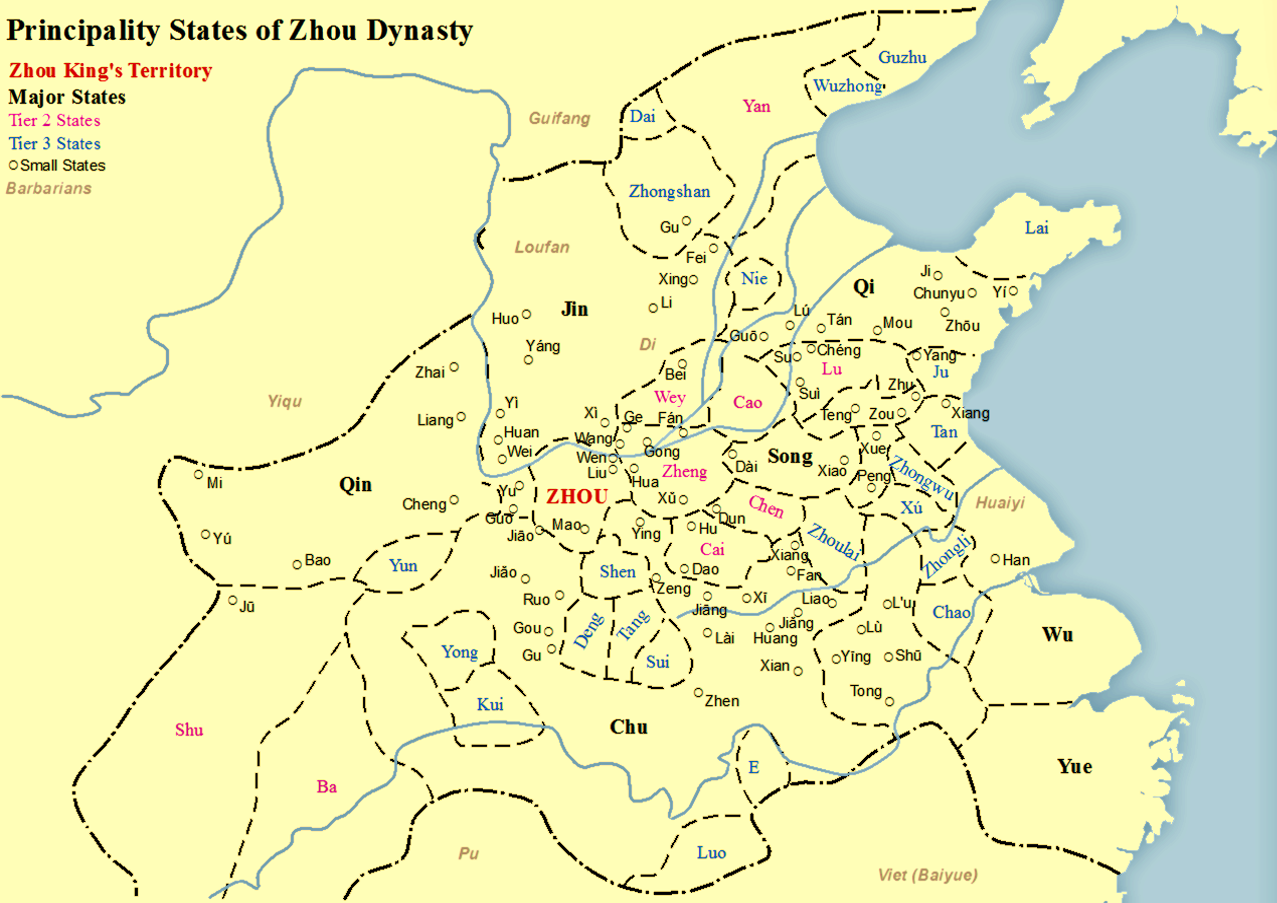

대(代)는 전국 시대 조나라의 위성국이다. 조나라가 대 땅을 점령하고 조 도양왕 때 대왕 가를 보내어 통치하게 했다. 본디 대왕 가가 조나라의 왕이 되었어야 했으나 조 도양왕이 둘째 천을 총애해 조왕 천이 왕위에 오르고 가에게 대 땅을 맡긴 것이다.

## 역대 군주
1. 조 도양왕?(명확하지 않음)
2. 대왕 가(嘉)

## 가족 관계(대왕 가)
- 조 도양왕(趙 悼襄王)
  - 대왕 가
    - 아들: 불불명

  - 동생: 조왕 천(趙王 遷)

## 같이 보기
- 조 도양왕
- 조나라(趙)
- 조왕 천